# N51 (België)
De N51 is een gewestweg in België tussen de plaatsen Bergen (R50) en Franse grens bij Quiévrain. De weg gaat daar over in de departementale weg D630.

## Plaatsen langs N51
- Bergen
- Quaregnon
- Saint-Ghislain
- Hornu
- Boussu
- Saint-Homme
- Quiévrain